# La Voce Sarda
La Voce Sarda è stata una rete televisiva italiana regionale attiva tra il 1979 e il 1990.
È stata affiliata ai circuiti GPE - Telemond, Retequattro, Rete A, TivuItalia e 
Junior Tv.

## Storia
La Voce Sarda nacque l'8 settembre 1979 su iniziativa dell'imprenditore cagliaritano Gianni Onorato. Si caratterizzò per un'informazione professionale, che ottenne record di ascolti certificati dalle prime rilevazioni dell'Auditel. Fu anche la prima emittente in Italia a trasmettere il telegiornale nella prima fascia del mattino, alle ore 7. Dal 1980 al 1983, la redazione del telegiornale era formata da una squadra di giornalisti di primissimo piano: Pietro Stagno (direttore) con Alfredo Franchini, Lello Caravano, Nando Mura, Giacomo Serreli, Ovidio Fioretti e Sandra Agnesa. Pionieri delle televisioni private, con uno staff tecnico composto, tra gli altri, da Robertino Demartis, Pietro Mariani, Alessandro Fiori, Franco Secci e i cameramen Sebastiano Deriu e Alessandro Nateri.
Dal 1979 al 31 dicembre 1981 La Voce Sarda aderì al circuito televisivo GPE - Telemond dell'Arnoldo Mondadori Editore, mentre dal 4 gennaio 1982 all'inizio del 1985 trasmise in Sardegna i programmi del network Retequattro, ugualmente a gestione Mondadori.
Il logo della rete, posizionato in alto a sinistra del teleschermo, consisteva in un fenicottero bianco con sotto il nome dell'emittente in stampatello.
Nel 1984 La Voce Sarda fu rilevata dall'imprenditore cagliaritano Nicola Grauso, fondatore di Videolina, che la affiancò a Bibisì (anch'essa fondata da Onorato e acquisita da Grauso) Telecostasmeralda, Videonord - Quarta Rete oltre alle reti sarde che trasmettevano i programmi di Rete A e Videomusic.
Dal 1º febbraio 1985, La Voce Sarda lasciò Retequattro (divenuta di proprietà dalla Fininvest dal 1984) riposizionandosi su altre frequenze ed affiliandosi a Rete A. Dal 3 marzo 1986, invece, abbandonò Rete A per aderire al circuito Tivuitalia e in seguito anche a quello di Junior Tv, proponendo nel proprio palinsesto i programmi di entrambe le syndication.
Chiuse i battenti il 24 agosto del 1990 cedendo le proprie frequenze a Retemia e Tele+, che fino ad allora non coprivano il territorio della Sardegna.

## Personale
- Alfredo Franchini
- Giacomo Serreli
- Ovidio Fioretti
- Ottavio Olita
- Gianfranco Giorgini
- Aniello Caravano
- Nando Mura
- Sandra Agnesa
- Mario Faticoni
- Pietro Stagno
- Paolo Matta
- Antonio Costantino